# Kangasjärvi - Rantalanjärvi
Kangasjärvi - Rantalanjärvi är en sjö i Finland. Den ligger i Mänttä-Filpula stad i landskapet Birkaland, i den södra delen av landet, 230 km norr om huvudstaden Helsingfors. Kangasjärvi - Rantalanjärvi ligger 118,8 meter över havet. Arean är 53,6 hektar och strandlinjen är 5,08 kilometer lång. Sjön  ingår i Kumo älvs huvudavrinningsområde.   I omgivningarna runt Kangasjärvi - Rantalanjärvi växer i huvudsak blandskog.
I övrigt finns följande i Kangasjärvi - Rantalanjärvi:
- Kutusaari (en ö)

I övrigt finns följande vid Kangasjärvi - Rantalanjärvi:
- Koivujärvi (en sjö)